# Hårtrindmossa
Hårtrindmossa (Myurella tenerrima) är en bladmossart som beskrevs av Lindberg 1879. Enligt Catalogue of Life ingår Hårtrindmossa i släktet trindmossor och familjen Theliaceae, men enligt Dyntaxa är tillhörigheten istället släktet trindmossor och familjen Plagiotheciaceae. Enligt den finländska rödlistan är arten nära hotad i Finland. Arten är reproducerande i Sverige. Artens livsmiljö är skuggiga kalkstensklippor och kalkbrott. Inga underarter finns listade i Catalogue of Life.